# بيرونا (آن)
بيرونا (بالفرنسية: Péronnas)‏ هي بلدية فرنسية تقع في إقليم الآن في فرنسا. رمز إنسي لها هو:1289. أما الرمز البريدي لها فهو: 1960.